# Osówka (powiat lipski)
Osówka – wieś sołecka w Polsce położona w województwie mazowieckim, w powiecie lipskim, w gminie Sienno.
| SIMC    | Nazwa        | Rodzaj    |
| ------- | ------------ | --------- |
| 0636560 | Balowa Góra  | część wsi |
| 1054328 | Gościniec    | część wsi |
| 0636577 | Kopanina     | część wsi |
| 0636583 | Narożniki    | część wsi |
| 0636590 | Nowa Osówka  | część wsi |
| 0636608 | Stara Osówka | część wsi |
| 0636614 | Zapłocie     | część wsi |

Prywatna wieś szlachecka, położona była w drugiej połowie XVI wieku w powiecie radomskim województwa sandomierskiego. W latach 1975–1998 miejscowość należała administracyjnie do województwa radomskiego.
Wieś jest siedzibą polskokatolickiej parafii Matki Bożej Różańcowej (kościół znajduje się w pobliskim Aleksandrowie Dużym).
28 czerwca 1943 żandarmi niemieccy z Lipska zamordowali rodzinę Przydatków a ich zabudowania spalili.
Wierni Kościoła rzymskokatolickiego należą do parafii św. Teresy od Dzieciątka Jezus w Aleksandrowie.

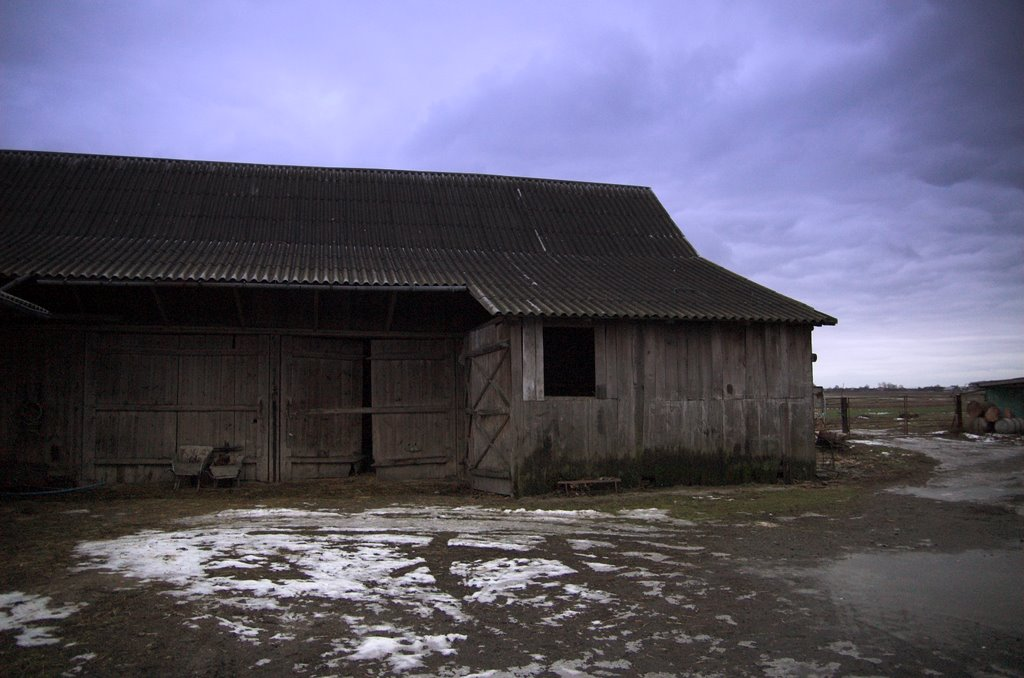